# ألبريشت يانسن
ألبريشت يانسن (بالألمانية: Albrecht Janssen)‏ (1886 – 1972) هو كاتب ومترجم ألماني. ولد في 8 يناير 1886 في مدينة لير في فريسيا الشرقية.
أشهر أعماله حكايته الخرافية الصادرة في عام 1926 عن Erdmantjes.